# جيري بيدج
جيري بيدج (بالإنجليزية: Jerry Page) (مواليد 15 يناير 1961) هو ملاكم أمريكي، مثّل بلاده في الألعاب الأولمبية الصيفية 1984 وحقق الميدالية الذهبية في فئة وزن الويلتر الخفيف.

## روابط خارجية
جيري بيدج على موقع بوكس ريك (الإنجليزية) (registration required)
- جيري بيدج على موقع أوليمبيديا (الإنجليزية)